# Eupithecia grammaria
Eupithecia grammaria är en fjärilsart som beskrevs av Jean Baptiste Boisduval 1840. Eupithecia grammaria ingår i släktet Eupithecia och familjen mätare. Inga underarter finns listade i Catalogue of Life.